# Pampus (bogserbåt)
Pampus är en bogserbåt, som byggdes 1958 av Åsiverken i Åmål för Norrköpings hamn.
Primus köptes 1988 av Kalmar hamn och var till 2018 hamnbogserare där. Hon såldes 2020 till Tugab Construction AB i Gävle.